# Armin Steigenberger

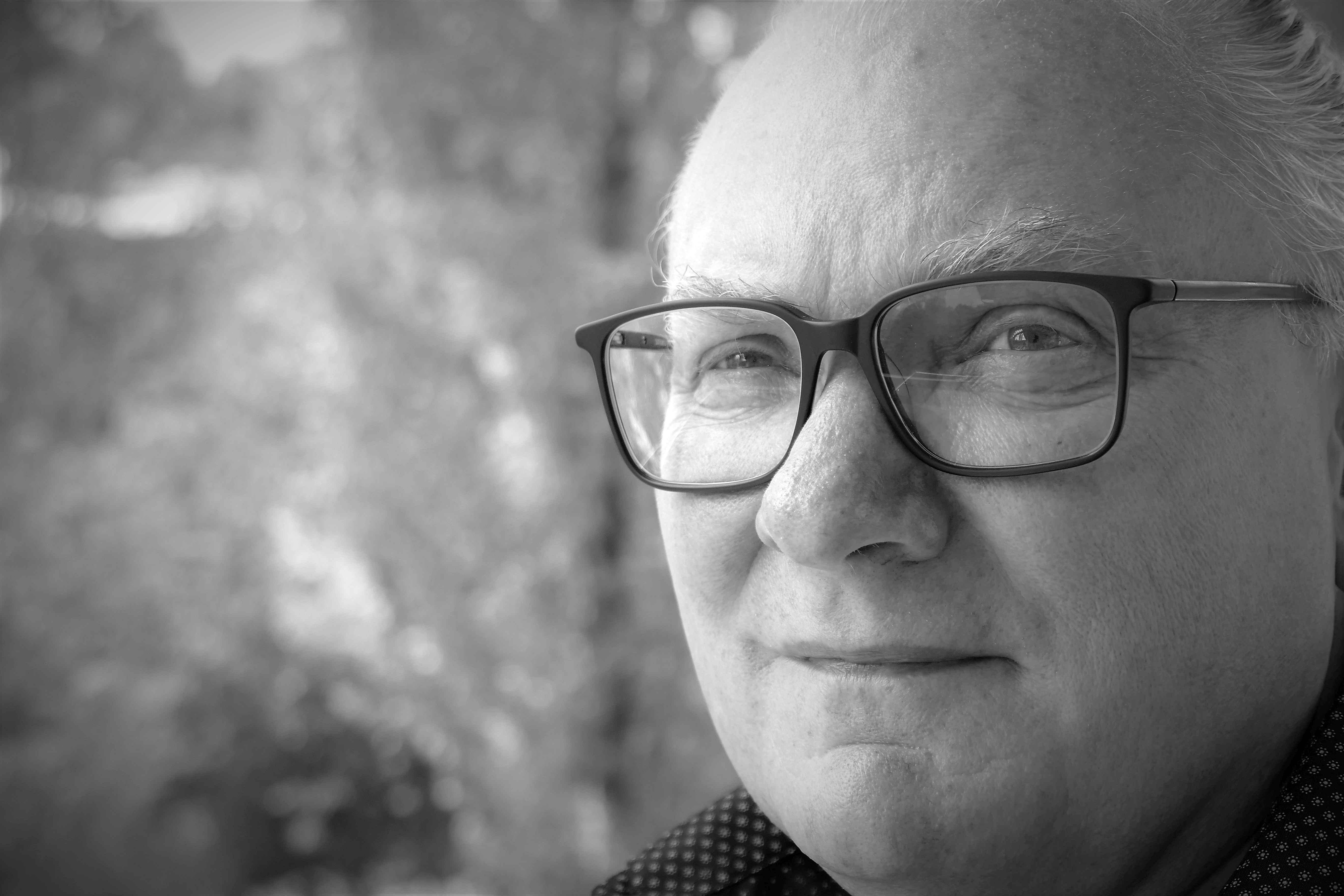
Armin Steigenberger, 2022

Armin Steigenberger (* 7. Januar 1965 in Nürnberg) ist ein deutscher Autor.

## Leben und Werk
Armin Steigenberger studierte Architektur an der TU München und arbeitete bis zum Jahr 2000 als Architekt. Seither ist er als freier Schriftsteller tätig, schreibt Rezensionen und organisiert Lesungen und Schreibseminare. Darüber hinaus moderiert er zwei Radiosendungen für LORA München und ist Mitherausgeber der Literaturzeitschrift außer.dem. Er ist Mitglied der Lyrikgruppe Reimfrei und war von 2008 bis 2011 Teilnehmer der Darmstädter Textwerkstatt bei Kurt Drawert. Gemeinsam mit Karin Fellner setzt er sich für die  Entwicklung der Lyrikszene in München ein.
Steigenberger schreibt überwiegend Lyrik, veröffentlichte jedoch auch einen Roman und verfasst Theaterstücke. Zahlreiche Texte erschienen auch in Literaturzeitschriften (z. B. Das Gedicht, lauter niemand, NDL, Ostragehege) und Anthologien (z. B. Jahrbuch der Lyrik 2020, Versnetze).
Der Freistaat Bayern verlieh Steigenberger im September 2022 ein Literaturstipendium in Form eines Arbeitsstipendiums für Schriftstellerinnen und Schriftsteller, das mit 7.000 Euro dotiert ist. Im Rahmen der Verleihungszeremonie am 28. September 2022 würdigte der Literaturwissenschaftler Jürgen Daiber Steigenberger in seiner Laudatio mit den Worten:

„Armin Steigenbergers Lyrik umkreist ein weites thematisches Feld: von der teils klassisch anmutenden Natur-betrachtung zur politisch harschen Medienkritik, von den Kulturgütern der griechischen Antike bis hin zur pandemischen Gegenwart der mRNA-Impfstoffe und G+-Regelungen. (...) Lesbares Ergebnis ist die überzeugende Gesamtkomposition einer Zivilisationskritik, die im berühmt berüchtigten Zeitalter der Postfaktizität notwendiger denn je erscheint.“

Armin Steigenberger ist verheiratet und lebt in München.

## Werke
- fleck. Roman. Gangan Verlag, Graz/Sydney 2002, ISBN 3-900530-36-X (E-Book).
- gebrauchsanweisung für ein vaterland. Gedichte. Pop Verlag, Ludwigsburg 2006, ISBN 3-937139-21-4.
- Planspiel. Theaterstück. 2006.
- die fortsetzung des glücks mit anderen mitteln. Gedichte. Ed. Voss, Horlemann Verlag, Berlin 2014, ISBN 978-3-89502-365-1.[7]
- Das ist der abgesägte Lauf der Welt. Gedichte und Geisterspiele. edition offenes feld, Dortmund 2020, ISBN 978-3-7519-5074-9.
- mit Frank Milautzcki: sprich: malhorndekor und barbotine. Gedichte.  Mit Titel-Handschriften der Autoren, Vogel und Fitzpatrick Verlag GbR Black Ink, Scheuring 2021, ISBN 978-3-930654-45-1.
- rohherz und antikkörper. reprisen zur zerschönerung der welt. edition offenes feld, Dortmund 2023, ISBN 978-3-7412-7200-4.
- mit Frank Milautzcki: dokument_31. ein glossay. gutleut verlag, Frankfurt am Main 2023, ISBN 978-3-948107-36-9.

## Auszeichnungen (Auswahl)
- 2006: in der letzten Auswahlrunde zum 3. Dramen-Wettbewerb der S. Onassis Public Benefit Foundation mit dem Theaterstück Planspiel und 3. Preis beim dO!PEN-Award
- 2009: 1. Preis beim 11. Irseer Pegasus[8]
- 2013: 2. Preis beim Literaturwettbewerb Stockstadt
- 2015: Sonderpreis bei der Buchmesse im Ried, Stockstadt
- 2022: Literaturstipendium des Freistaats Bayern
- 2022: 2. Preis beim Feldkircher Lyrikpreis[9]